# Всебелорусский съезд Советов
Всебелорусские Съезды Советов (бел. Усебеларускія з’езды Саветаў) — центральный орган власти в Белорусской ССР в 1919-1937 годах.

## Всебелорусские съезды Советов
Все съезды проходили в Минске — столице Белоруссии.
| №                                 | Дата                         | Основные решения/события |
| --------------------------------- | ---------------------------- | --- |
| I Всебелорусский съезд Советов    | 2-3 февраля 1919             | 3 февраля 1919 года принял первую Конституцию Социалистической Советской Республики Белоруссии (ССРБ). |
| II Всебелорусский съезд Советов   | 13-17 декабря 1920           | законодательно закрепил провозглашение Социалистической Советской Республики Белоруссии от 31 июля 1920 года в Минске. Определены основные направления народного хозяйства Республики. Признаны положения Рижского мирного договора от 1921 года. |
| I-я сессия                        | 18 декабря 1920              | |
| III Всебелорусский съезд Советов  | 10-16 декабря 1921           | |
| I-я сессия                        | июнь 1922                    | |
| IV Всебелорусский съезд Советов   | 14-18 декабря 1922           | 242 делегата съезда единогласно одобрили идею создания Союза ССР. Была избрана делегация для поездки в Москву во главе с А. Червякова, чтобы выразить своё отношение к Союзу ССР.                                                                 |
| I-я сессия                        | 18 декабря 1922              | |
| V Всебелорусский съезд Советов    | 9-15 января 1924             | |
| VI Чрезвычайный съезд Советов     | 13-16 марта 1924             | |
| I-я сессия                        | март 1924                    | |
| II-я сессия                       | 25-30 октября 1925           | |
| VII Всебелорусский съезд Советов  | 4-9 мая 1925                 | |
| VIII Всебелорусский съезд Советов | 5-12 марта 1926              | 11 апреля 1927 года принял вторую Конституцию Белорусской Социалистической Советской Республики. |
| IX Всебелорусский съезд Советов   | 8-15 мая 1929                | |
| X Всебелорусский съезд Советов    | 20-28 февраля 1931           | |
| I-я сессия                        |                              | |
| II-я сессия                       |                              | |
| III-я сессия                      |                              | |
| IV-я сессия                       | 8 - ? февраля 1933           | |
| V-я сессия                        | 22-26 февраля 1934           | |
| XI Всебелорусский съезд Советов   | 14-22 января 1935            | |
| I-я сессия                        | 23 января 1935               | |
| Юбилейная сессия                  | 11 июля 1935                 | |
| II-я сессия                       |                              | |
| III-я сессия                      | 2-5 февраля 1936             | |
| XII Чрезвычайный съезд Советов    | ноябрь 1936, 13 февраля 1937 | 19 февраля 1937 года принял третью Конституцию Белорусской Советской Социалистической Республики. |
| IV-я сессия                       | 20 февраля 1937              | |
| V-я сессия                        | 30 мая 1937                  | |
| VI-я сессия                       | 7 июля 1937                  | |
| VII-я сессия                      | 13-14 ноября 1937            | |
| VIII-я сессия                     | 26-28 февраля 1938           | |